# Transports de Barcelona
Transports de Barcelona (TB) és una companyia pública de transport establerta l'any 1911 per gestionar línies de tramvia i posteriorment els autobusos de la ciutat de Barcelona. Municipalitzada a mitjans del segle xx, començà a operar el servei sota el nom de TMB conjuntament amb Ferrocarril Metropolità de Barcelona (FMB).
Actualment el control de TB recau en el govern de l'Àrea Metropolitana de Barcelona. Anteriorment era anomenada Tramvies de Barcelona S.A..
Té tres tipus de línies, els autobusos convencionals, el bus de barri i la Xarxa ortogonal d'autobusos de Barcelona. A més, conjuntament amb Turisme de Barcelona gestiona el Barcelona Bus Turístic.

## Història

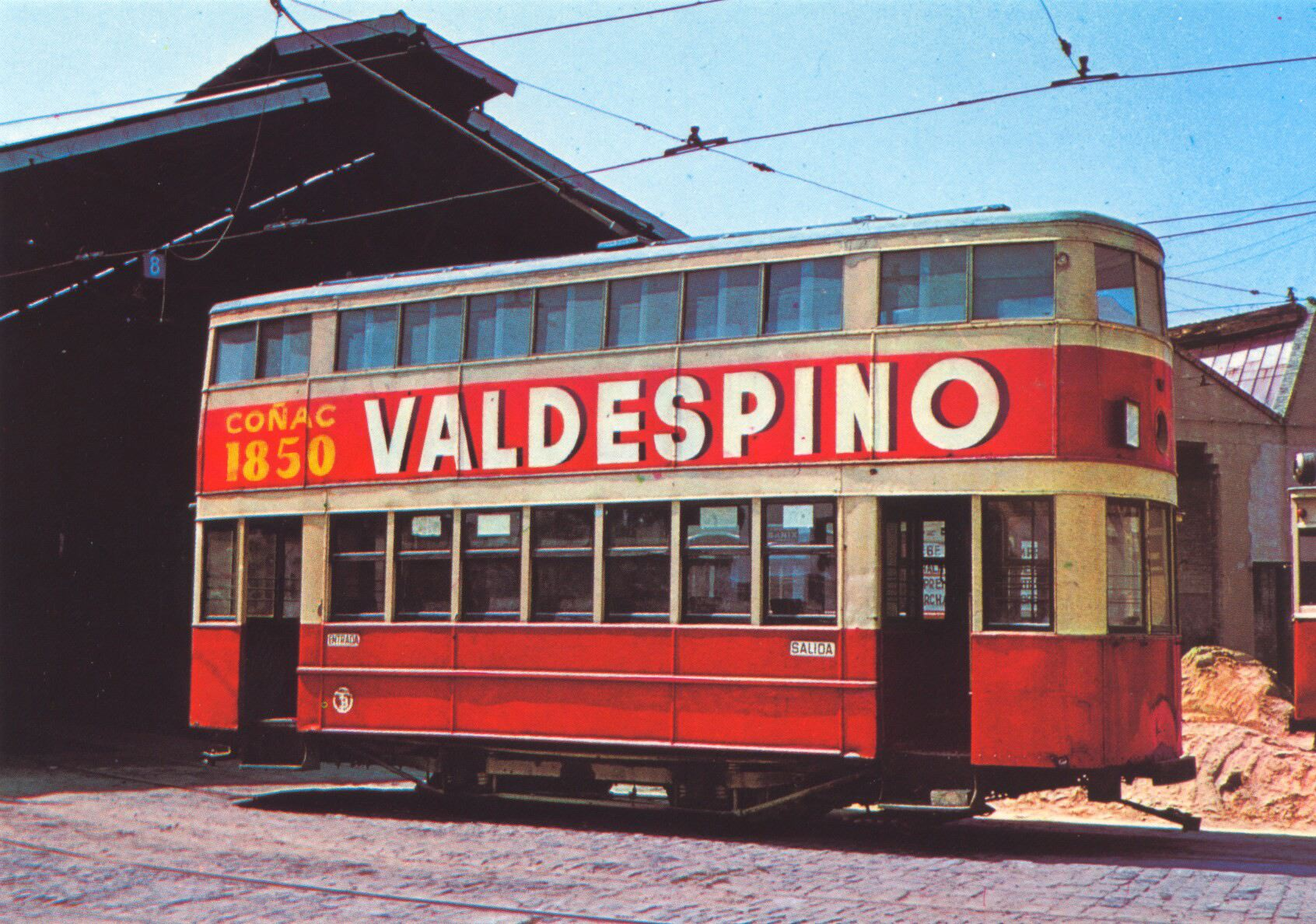
Tramvia de dos pisos.

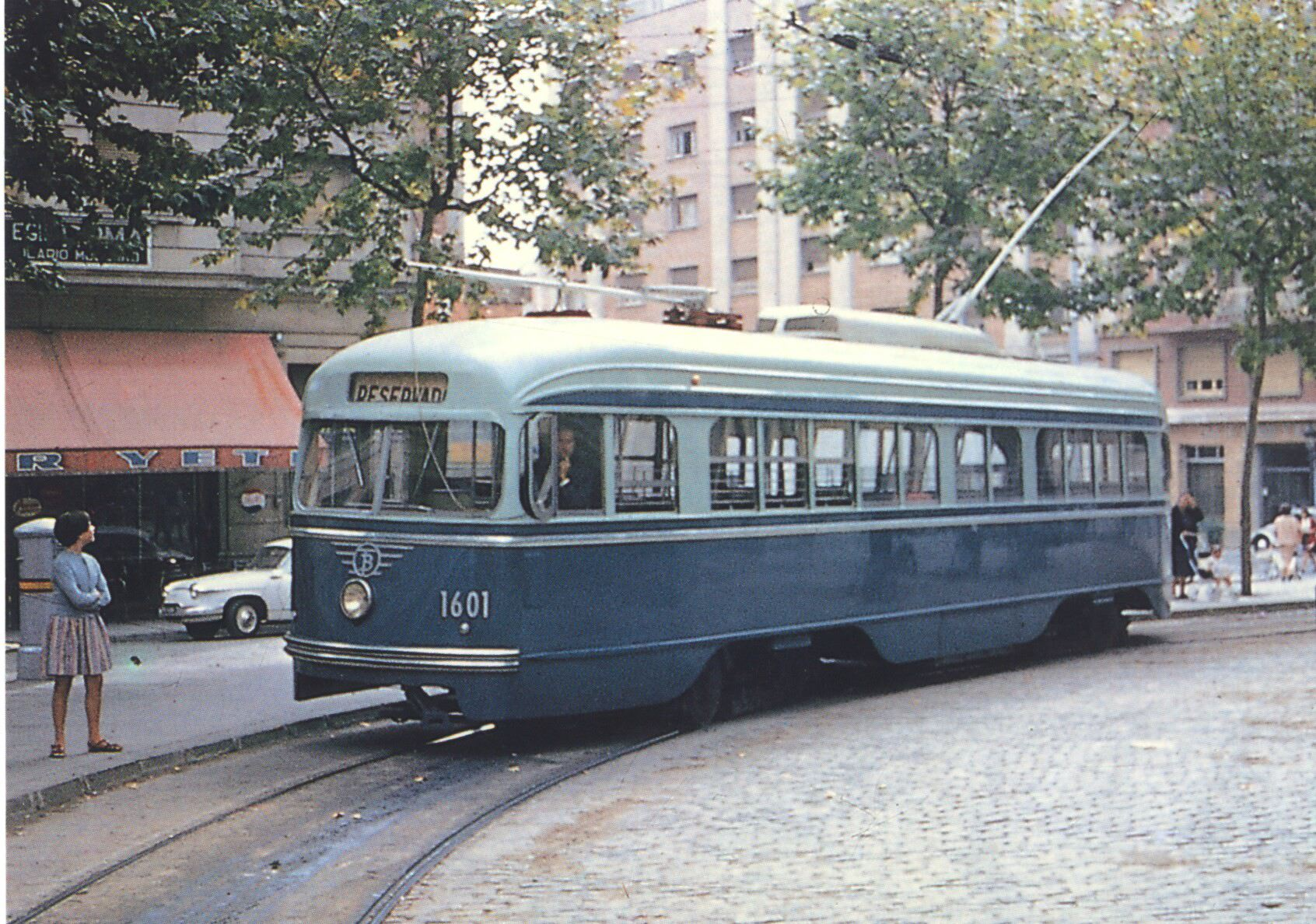
Tramvia Model Washington.

Els inicis de l'empresa es remunten a Tramways de Barcelona S.A. fundada el 1911 per unificar totes les companyies de tramvies menys el Tramvia Blau i el Ferrocarril de Sarrià a Barcelona.

### Cronologia
- 1926: la companyia va ser refundada amb el nom de Tramvies de Barcelona.
- 1941: la companyia crea la filial Maquinaria y Elementos de Transporte, S.A. (Maquitrans), amb seu al carrer Almogàvers, dedicada a la fabricació de tramvies i troleibusos.[6]
- 1959: es va convertir l'empresa en una societat privada municipal.
- 1969: la companyia passa a denominar-se Transports de Barcelona.
- 1971: clausura l'última línia de tramvia exceptuant el Tramvia Blau.
- 1979: comença l'explotació conjunta amb el Ferrocarril Metropolità de Barcelona sota el nom de Transports Municipals de Barcelona (TMB).
- 1986: Transports Municipals de Barcelona passa a denominar-se Transports Metropolitans de Barcelona (TMB).

### Municipalització
L'octubre de 1952 el Ple de l'Ajuntament de Barcelona va aprovar un acord on es preveia la municipalització de totes les empreses de transport públic de la ciutat, afectant el Ferrocarril Metropolità de Barcelona, el Gran Metropolità de Barcelona i Tramvies de Barcelona, és a dir TB. L'any 1955 els propietaris del Gran Metropolità de Barcelona i Tramvies de Barcelona van firmar l'acord de l'adquisició de les accions per part l'Ajuntament.
El 1958 l'Ajuntament va acabar de comprar el Ferrocarril Metropolità de Barcelona, hi va participar des de la seva constitució i el 1928 en controlava bona part. Tres anys més tard, el 1961 el Gran Metropolità va ser absorbit per FMB, creant Ferrocarril Metropolità de Barcelona SA/SPM.

### Transports Metropolitans de Barcelona

Primer logotip de TMB.

Fruit de la coordinació del transport públic a Barcelona i de la municipalització de les empreses de transport, FMB i Transports de Barcelona van començar a l'explotació conjunta el 1979 sota el nom de Transports Municipals de Barcelona (TMB). Posteriorment va canviar de nom a Transports Metropolitans de Barcelona.
Transports Metropolitans de Barcelona és propietat de FMB i TB i actua d'unitat gestora i marca comercial sota la qual operen les dues empreses metropolitanes, gestionant la xarxa de metro i autobusos. Ambdues empreses mantenen estructures independents però TMB dissenya les línies estratègiques principals.

## Centre de Regulació i Operacions
El Centre de Regulació i Operacions és el centre de Transports de Barcelona que gestiona els recursos de l'explotació de la xarxa dels autobusos de Barcelona. Es troba localitzat al Triangle Ferroviari.

## Línies d'autobusos

### Nova Xarxa Bus
| Línies horitzontals (H)                                 | Línies Verticals (V)                               | Línies diagonals (D)             | Línies XPRESBus (X)                        |
| ------------------------------------------------------- | -------------------------------------------------- | -------------------------------- | ------------------------------------------ |
| H2 Av. Esplugues - Trinitat Nova                        | V1 Districte Gran Via l'Hospitalet - Av. Esplugues | D20 Pg. Marítim - Ernest Lluch   | X1 Pl.Francesc Macià - Centre- Pl. Glories |
| H4 Zona Universitària - Bon Pastor                      | V3 Zona Franca - Can Caralleu                      | D40 Pl. Espanya - Via Favència   |                                            |
| H6 Zona Universitària - Fabra i Puig - Onze de setembre | V5 Mare de déu del port - Pedralbes                | D50 Paral·lel - Ciutat Meridiana |                                            |
| H8 Ernest Lluch - Bon Pastor                            | V7 Pl. Espanya - Sarrià                            |                                  |                                            |
| H10 Pl. Sants- Olímpic de Badalona                      | V9 Poble Sec - Sarrià                              |                                  |                                            |
| H12 Gornal - Besòs Verneda                              | V11 Estació Marítima - Bonanova                    |                                  |                                            |
| H14 Paral·lel - Sant Adrià                              | V13 Pla de Palau- Av. Tibidabo                     |                                  |                                            |
| H16 Pg. Zona Franca - Fòrum Campus Besòs                | V15 Barceloneta - Av. Tibidabo                     |                                  |                                            |
|                                                         | V17 Port Vell - Vall d'Hebron                      |                                  |                                            |
| V19 Barceloneta - Pl. Alfonso Comín                     |                                                    |                                  |                                            |
| V21 Pg. Marítim - Montbau                               |                                                    |                                  |                                            |
| V23 Nova Icària - Can Marcet                            |                                                    |                                  |                                            |
| V25 Nova Icària - Horta                                 |                                                    |                                  |                                            |
| V27 Pg. Marítim - Canyelles                             |                                                    |                                  |                                            |
| V29 Diagonal Mar - Roquetes                             |                                                    |                                  |                                            |
| V31 Mar Bella - Trinitat Vella                          |                                                    |                                  |                                            |
| V33 Fòrum / Campus Besòs - Santa Coloma                 |                                                    |                                  |                                            |

### Línies convencional d'autobús
| 6 Pg. M. Girona - Poblenou           | 54 Estació Nord - Campus Nord         | 109 Est. Sants - Pol. Ind. Z. Franca   |
| 7 Diagonal Mar - Z. Universitària    | 55 P. Montjuïc - Pl. Catalana         | 110 <M> Carrilet - Pol. Ind. Z. Franca |
| 11 Trinitat Vella - Roquetes         | 57 Collblanc - Cornellà               | 143 La Pau - Sant Adrià                |
| 13 Mercat St. Antoni - Parc Montjuïc | 59 Poble Nou - Pl. R.M. Cristina      | 150 Pl. Espanya - Castell de Montjuïc  |
| 19 Urquinaona - Sant Genis           | 60 Besòs / Verneda - Av. d'Esplugues  | 155 Can Cuiàs - S. M. Montcada         |
| 20 Av. Roma - Pl. Congrés            | 62 Pl. Catalunya - C. Meridiana       | 157 Collblanc - Sant Joan Despí        |
| 21 Paral·lel - El Prat               | 63 Pl. Universitat - Sant Joan Despí  | 165 Prat Exprés                        |
| 22 Pl. Catalunya - Av. Tibidabo      | 65 Pl. Espanya - El Prat              | 185 <M> Canyelles - Sant Genís         |
| 23 Pl. Espanya - Parc Logístic       | 66 Pl. Catalunya - Sarrià             | 192 Hosp. St. Pau - Poblenou           |
| 24 Paral·lel - El Carmel             | 67 Pl. Catalunya - Cornellà           | 196 Pl. Kennedy - Bellesguard          |
| 26 Poblenou - Barri del Congrés      | 68 Pl. Catalunya - Cornellà           |                                        |
| 27 Pl. Espanya - Roquetes            | 70 Rambla de Badal - Bonanova         |                                        |
| 32 Est. Sants - Roquetes             | 75 Les Corts - Av. Tibidabo           |                                        |
| 33 Z. Universitària - Verneda        | 76 Sant Genís - C. Meridiana          |                                        |
| 34 Pg. M. Girona - Virrei Amat       | 78 Est. Sants - St. Joan Despí        |                                        |
| 36 Pg. Marítim - Can Dragó           | 79 Pl. Espanya - <M> Carrilet         |                                        |
| 37 Hosp. Clínic - Zona Franca        | 91 Rambla - La Bordeta                |                                        |
| 39 Barceloneta - Horta               | 92 Pg. Marítim - Av. Tibidabo         |                                        |
| 40 Urquinaona - Trinitat Vella       | 94 Circular Cornellà 2                |                                        |
| 41 Pl. Catalunya - Pl. Fr. Macià     | 95 Circular Cornellà 1                |                                        |
| 42 Pl. Catalunya - Sta. Coloma       | 96 <M> La Sagrera - Montcada          |                                        |
| 45 Pg. Marítim - Horta               | 97 Fabra i Puig - Vallbona            |                                        |
| 46 Pl. Espanya - Aeroport BCN        | 102 Pl. Eivissa - C. Collserola       |                                        |
| 47 Pl. Catalunya - Canyelles         | 103 Montcada i Reixac - C. Collserola |                                        |
| 50 Collblanc - Trinitat Nova         | 104 Fabra i Puig - C. Collserola      |                                        |
| 51 Pla de Palau - C. Meridiana       | 107 Interior cementiri                |                                        |

### Bus del barri
| 111 Tibidabo          | 123 Bonanova Alta               |
| 113 La Mercè          | 124 Penitents                   |
| 114 Gràcia - Can Baró | 125 La Marina                   |
| 115 La Bordeta        | 126 Sant Andreu                 |
| 116 La Salut          | 127 Roquetes                    |
| 117 Guinardó          | 128 El Rectoret                 |
| 118 Mas Guimbau       | 129 El Coll                     |
| 119 La Teixonera      | 130 Can Caralleu                |
| 120 El Raval          | 131 El Putget                   |
| 121 Poble Sec         | 132 Torre Llobeta – Prosperitat |
| 122 Turó de la Peira  |                                 |